# Ђамперето (Мачерата)
Ђамперето (итал. Giampereto) насеље је у Италији у округу Мачерата, региону Марке.
Према процени из 2011. у насељу је живело 55 становника. Насеље се налази на надморској висини од 639 м.